# Robert Münzing
Paul Robert Münzing (* 11. Januar 1844 in Flein; † 8. August 1902 ebenda) war ein deutscher Landwirt und Politiker (VP). Von 1895 bis zu seinem Tod gehörte er der Abgeordnetenkammer der Württembergischen Landstände an.

## Leben
Münzing war der Sohn des Fleiner Bauern und Schultheißen Heinrich Münzing und der Luise Wörner. Er hatte 16 Geschwister. Bis 1852 besuchte er die Volksschule in Flein, dann bis 1858 das Karlsgymnasium in Heilbronn. Nach einer landwirtschaftlichen Ausbildung auf dem elterlichen Hof und auswärtigen Praktika 1865 und 1866 arbeitete er bis 1871 wieder auf dem Hof seiner Eltern. Im selben Jahr heiratete er die 1833 geborene Witwe Johanna Caroline Müller, geb. Kern, und war dann Landwirt und Weingärtner in Flein.
Münzing, der Mitglied der liberalen Volkspartei war, gehörte dem Fleiner Gemeinderat und dem Ortsschulrat an. Bei der Landtagswahl 1895 kandidierte er im Wahlkreis Heilbronn Amt und konnte sich in der Stichwahl gegen den DP-Kandidaten Karl Mayer durchsetzen. In der Abgeordnetenkammer gehörte er wechselnden Kommissionen an. Bei der Wahl 1900 kandidierte er erneut im selben Wahlkreis und konnte sich wieder in der Stichwahl durchsetzen, dieses Mal gegen den SPD-Kandidaten Wilhelm Schäffler. Die nach Münzings frühem Tod erforderliche Nachwahl am 28. Oktober 1902 gewann dann Schäffler.